# سوزان میسلاس
سوزان میسلاس (انگلیسی: Susan Meiselas؛ زادهٔ ۲۱ ژوئن ۱۹۴۸) عکاس اهل ایالات متحده آمریکا است.
وی همچنین برندهٔ جوایزی همچون جایزه هاسلبلاد و کمک‌هزینه گوگنهایم شده‌است.